# Сіті Казурукамусапа
Сіті Казурукамусапа (*д/н — 1663) — 13-й мвене-мутапа (володар) Мономотапи в 1652—1663 роках. Відомий також як Дон Домінго.

## Життєпис
Походив з династії Мбіре. Старший син мвене-мутапи Маури Мханде. 1652 року посів трон. 4 серпня того ж року хрестився, отримавши ім'я Домінго. Разомз ним хрестилися його дружини, 2 сини і вищі сановники.
1654 року проти нього повстав Кікате (відомий як Дон Жуан), боротьба з яким тривала решту панування Сіті. Разом з тим вирішив обмежити вплив португальських торгівців та орендарів (празосів), що викликало потужний спротив останніх. В результаті мвене-мутапа зазнав поразки й був повалений. Трон захопив його стрийко Мутата Купіка.